# Magnus Linton
Per Magnus Linton, född 19 juni 1967 i Göteborg, är svensk författare och journalist. 
Han var 2000–2007 chefredaktör och ansvarig utgivare för tidskriften Arena, är sedan 2009 medarbetare på Dagens Nyheters och sedan 2019 redaktör på Institutet för framtidsstudier.
Linton har i böcker och essäer skrivit om nationalism, populism, djurrätt, narkotikapolitik, klimatetik och latinamerikansk politik Han har gett ut böckerna Veganerna – en bok om dom som stör (2000), Americanos – ett reportage om Latinamerikas nya rebeller (2005), som nominerades till Augustpriset, och essä- och artikelsamlingen Kött på flykt (2007). Åren 2005-2013 var han delvis bosatt i Colombia och Argentina, varifrån han rapporterat för SVT, Sveriges Radio och Dagens Nyheter. I augusti 2010 gavs hans bok Cocaina – en bok om dom som gör det ut, också den nominerad till Augustpriset för bästa svenska fackbok. Där tar han upp historien, politiken och konsekvenserna av produktionen av kokain i Latinamerika och det USA-ledda antidrogkriget. Med utgångspunkt i massakern på Utøya 2011 skrev Linton boken De hatade – om radikalhögerns måltavlor, som gavs ut 2012. Mest uppmärksammad är Linton för boken Knark – en svensk historia (2015), även den nominerad till Augustpriset för bästa svenska fackbok. Sedan utgivningen av boken Text och stil: om konsten att berätta med vetenskap (2019) leder Magnus Linton flera projekt på svenska universitet med fokus på text, skrivande och berättande i vetenskaplig kunskapsförmedling.
Magnus Linton kallade sig i sin ungdom för anarkist, har tidigare varit aktiv i SAC Syndikalisterna, och beskrev i en intervju 2012 sin politiska inriktning som frihetlig vänster.
Som filosofiskt intresserad journalist har Linton behandlat frågor om hedonism, maskulinitet, feminism, urbanisering, djurrätt, nationalism, narkotika, rasism, estetik, klimat, etik och politiska och kulturella yttringar i Latinamerika.
År 2019 tilldelades han Samfundet De Nios Julpris. År 2021 tilldelades han Riksbankens Jubileumsfonds personliga stipendium för kvalificerad kritik, essäistik och populärvetenskap.

## Kritik
Linton har varit i debatt med andra journalister som skrivit om narkotika, till exempel Erik de la Reguera och Lasse Wierup. I en diskussion i Sveriges Radio menade Wierup att egen erfarenhet av narkotiska preparat skadar den journalistiska trovärdigheten, medan Linton tvärtom menade att det inte går att skriva trovärdigt om narkotikapolitik utifrån ett förgivettaget nolltoleransperspektiv.